# Mhm a-ha oh yeah da-da
Mhm a-ha oh yeah da-da je jedini studijski album sastava Cargo Orkestar čiji je vođa bio Darko Rundek. Na ovom albumu pjesme su otpjevane na hrvatskom, engleskom, njemačkom i francuskom jeziku. Album je objavio Menart.

## Pozadina
U proljeće 2003. Rundek je osnovao novi sastav Cargo Orkestar koji se uglavnom sastojao od glazbenika s kojima je snimio album Ruke. S nima je krenuo na turneju po Hrvatskoj, Bosni i Hercegovini, Srbiji i Crnoj Gori. U sklopu te turneje u Zagrebu je održano 7 koncerata koji su činili "Plavu turneju" na kojoj je nastao album "Zagrebačka Magla".
U razdoblju 2003. – 2005. Rundek je snimio filmove Pogled s Eiffelovog tornja, Sto minuta Slave, Ruševine...

## Prijem
Srpski list "Danas" je napisao da je jedna od bitnih karakteristika ovog albuma slikanje kroz ton, te da je zahvaljujući tome Cargo Orkestar otvorio neotvorivo.
List "Politika" piše da tematski album djeluje kao putopisna ploča, na kojoj su se instrumentalni ambijenti i pjevanje na više jezika stopili u gotovo dnevničke zapise zabilježene tijekom zajedničkog rada.